# LEF (revue)
Pour les articles homonymes, voir LEF.

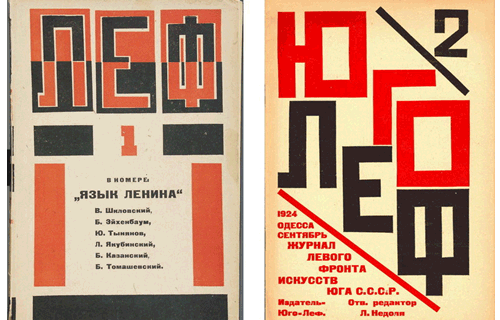
Couvertures de la revue LEF.

LEF (en russe ЛЕФ), ou Levy Front Iskousstv (en russe Левый фронт искусств, Front de gauche des arts), est une revue d'avant-garde soviétique. 

## Historique
LEF est cofondée en 1923 par le poète Vladimir Maïakovski, qui en était le rédacteur en chef, et par Ossip Brik. 
Y participèrent des écrivains (Isaac Babel, Nikolai Aseev, Semion Kirsanov, Serge Tretiakov), des cinéastes (Sergueï Eisenstein, Dziga Vertov), des metteurs en scène (Vsevolod Meyerhold) et des théoriciens de la littérature (Victor Chklovski). Chaque couverture était réalisée par Alexandre Rodtchenko. 
LEF fait paraître en 1924 quelques récits du recueil Cavalerie rouge d'Isaac Babel. Les premiers chapitres du Voyage imaginaire de Lev Kassil y sont publiés également.
La publication de LEF cessa en 1925, remplacée par la revue Novy LEF, publiée en 1927 et 1928.